# Фароальд I Сполетський
Фароальд I або Фаруальд I († 591 або 592) був першим герцогом Сполетським, яке було засновано після десятивладдя, що тривало внаслідок смерті Клефа, короля лангобардів. Фароальд заснував герцогство у центрі Італії.